# Slaget ved Sehested
 For alternative betydninger, se Sehested. (Se også artikler, som begynder med Sehested)
Slaget ved Sehested var et slag under Napoleonskrigene, som fandt sted den 10. december 1813 omkring byen Sehested (tysk: Sehestedt) i Hertugdømmet Slesvig. Slagets stridende parter var Det danske Auxiliærkorps mod en allieret hær bestående af hærenheder fra Preussen, Rusland, Hanover og Storbritannien.

## Forløb
Slaget fandt sted i den sidste del af Napoleonskrigene i begyndelsen det 19. århundrede.
Det danske Auxiliærkorps var udstationeret i det nordlige Tyskland, som en del af det danske riges forsvar. Efter Napoleons hærs tilbagetrækning fra det russiske felttog i 1812 og 1813, samt nederlaget ved Leipzig i 1813, trak den danske hær, som var udstationeret i Nordtyskland, sig tilbage mod Jylland. Dette skyldtes, at de ikke ønskede at ende i åben krig mod den russisk-preussisk-svenske hær, som kæmpede mod Napoleons hære.
Det danske Auxiliærkorps havde til hensigt, at befæste et dansk fæstningsanlæg ved Rendsborg, som skulle yde beskyttelse mod de allierede.

## Et indblik i slaget
I begyndelsen blev slaget domineret af prins Frederik af Hessen. Han kæmpede offensivt, men alligevel lykkedes det at forsvare den nordlige del af landsbyen. Efter hvert angreb fra Friedrich, var det general Wallmoden (fra Østrig men i russisk tjeneste) der langsomt trak sig tilbage. På grund af det, gav Friedrich kommando til at storme Sehested. Wallmoden prøvede at forsvare Sehested med mange soldater, men det lykkedes alligevel Friedrich at besætte den sydlige del af Sehested. Wallmoden prøvede med alle midler at dominere slaget, men prins Friedrichs tropper var for stærke. Dermed kom så ideen at angribe fra andre sider. Wallmoden gav så kommandoen: angrib over en lille sti der fører fra Osterrade op til Sehested. Det lykkedes at bekæmpe flere små styrker, men i sidste ende slog Friedrich dem, der prøvede at overraske Friedrichs soldater.
Dermed trak Wallmoden sig tilbage og Friedrich vandt slaget.

## Danske styrker[1]
- Auxillærkorpset under prins Frederik af Hessen

Avantgarden - general François A. "Charles" Lallemand:
- 1. og 2. Battaljon, Slesvigske Jægerkorps
- 1. og 2. Battaljon, Holstenske Skarpskyttekorps
- 1. Battaljon, 3. (Jyske) Regiment
- 17. Polske Lansenérregiment
- Holstenske Rytterregiment
- Batteri von Gerstenberg
1. Brigade - under General Graf Schulenberg
- 2., 3. og 4. Battaljon, Oldenborgske Regiment
- 3. og 4. Battaljon, Holstenske Regiment
- 2. og 6. eskadron, Danske Husarregiment
- Batteri von Gonner
- Batteri Koye
2. Brigade - Oberst von Abercrone, stabschef kaptajn Carl Ewald
- 1. og 2. Bataljon, Fynske Regiment
- 1. og 2. Bataljon, Slesvigske Regiment
- 3 eskadroner af Fynske Lette Dragoner
Forsyningstrainet:
- 1. Bataljon, Dronningens Livregiment
- 2 kompagnier af 2. bataljon, Oldenborgske Regiment
- 1 eskadron af Fynske Lette Dragoner

## Allierede styrker
Korps Wallmoden - grev Ludwig von Wallmoden-Gimborn.
Arentschildts Division:
1. Brigade - major von Ratzmer
- 1., 2. og 5. Battalion, Russisk-Tysk Legion
2. Brigade
- 6. og 7. Battalion, Russisk-Tysk Legion
Lyons Division:
Linje Brigade
- Lauenburg Battalion (Hanover)
- Langrehr Battalion (Hanover)
- Bennigsen Battalion (Hanover)
- Anhalt-Dessau Battalion
- Kongens tyske Legion
- Hanoveransk Jægerkompagni
KGL Lette Detachment (150)
- Hanoveranske jægerkompagni (40)
Mecklenburgske infanterijægere (375)
1. Russisk-tyske Husarregiment (487)
Bremen-Verden Husarregiment (300)
Mecklenburgske beredne jægere (384)
1. Russisk-tyske hestebatteri (6 )
2. Russo-German Horse Battery (6)
Hanoveranske Batteri (4 )
KGL Horse Battery-one section (2)
3. Battalion Russo-German Legion
4. Battalion Russo-German Legion
Hanoverian Feldjagerkorps von Kielmannsegg

## Konsekvenser i Sehested
Lige efter slaget led Sehested. Levestandarden var ikke den bedste, men slaget gjorde resten. Også soldaterne havde det meget dårligt i slutningen af slaget. De fandt ikke brænde. På grund af det gik de ind i kirken i Sehested og stjal ting som stole, bænke, bøger og andre ting de kunne brænde. Den alvorligste konsekvens for indbyggerne var hungersnøden. Soldaterne var så sultne, at de spiste al mad i landsbyen. Under slaget blev møllen, som var et symbol for Sehested også ødelagt meget alvorligt. Det førte til, at der ikke kunne males mel og bages brød.

## Industrien og erhverv i krise
På grund af Napoleonskrigene og slaget ved Sehested blev hertugdømmet Slesvigs erhvervsliv ramt af et dybt og langvarig krise, der varede fra 1811 til slutningen af 1820'erne. Der var mangel på penge, føde og handel i alle lande. Danmark og Slesvig forarmedes år efter år.
Hårdest blev søfarten ramt, som var størst i Flensborg og Sønderborg. Det medførte at fx Flensborg mistede indbyggere, men hele Slesvig-området kunne udligne det med befolkningstilvækst. Alligevel viste det sig, at Slesvig som helhed industrielt stod ret godt, da byens antal virksomheder steg, mens antallet af arbejderne faldt lidt.
(virksomheder før 1811: 56, med 1600 arbejdere. Virksomheder efter 1811: 76 med 1500 arbejdere. Som industri er regnet fabrikker med mindst seks arbejdere.)
Selv om de store virksomheder i byerne ikke længere havde så mange ansatte, blev de meget mere moderne.
Landbruget profiterede endda i de første år af krisen pga. stigende priser på mad og en god høst. Men i de senere år skulle de også kæmpe med krisen. I 1825 nåede kornpriserne bunden (kornprisen faldt med 75%). Først fem år senere var denne krise næsten overvundet.

## Økonomisk krise i Danmark
Før krigen var Danmark velhavende og indflydelsesrigt, men efter krigen opstod der en økonomisk krise i Danmark. Staten gik bankrot pga. de mange udgifter i krigen. Der opstod inflation: Pengesedlernes værdi i forhold til sølv blev nedskrevet drastisk. Private betalingsmidler florerede, og seddelkursens forhold til sølvværdien nåede bunden i september 1813 med kun 9 %. Den 5. januar 1813 blev der indført en valutareform og en nyoprettet nationalbank.
Men det nye pengesystem var meget kompliceret og overbelastede de fleste. Forenklet kan man sige, at den gamle valuta blev konverteret i forholdet 1:6 til den nye valuta, så banktilgodehavender var kun en sjettedel værd. Ud fra det steg skatten. Desuden blev en skat på omkring 6 % lagt på alle som var i besiddelse af en ejendom. Denne skat skulle betales straks i sølv, da sølvprisen var konstant. De, som ikke kunne betale de øgede skatter, skulle regne med tvangsauktion. Det
sorte marked blomstrede, da ingen kunne betale den øgede skat. Finansminister Schimmelmann fik sin afsked. I øvrigt forgreb regeringen sig hurtig på rigsbankens reservefond på omkring 15 mil. rigsdaler, og Danmark brugte langt tid til at komme ud fra den økonomisk krise.

## Monarkiet og den politisk forandring i Danmark
Krigen havde ikke kun dårlige konsekvenser. Det danske folk fejrede monarkiet og troede på deres kong Frederik den 6., som blev anset som den, der sikrede freden, selv om han tabte krigen. Også pressen udtrykte deres glæde over Frederik den 6. ”Flensburgsches Wochenblatt” skrev i forbindelse med Frederik den 6. fødselsdag den 28 januar:
”Glad dig, du danske folk! Din kalder du Frederik den Gode,
Og som en fader sit barn, elsker han dig, danske folk!- Flensburgsches Wochenblatt
Men Danmark havde en konge, som interesserede sig for politik og folkets interesser. Før Frederik den 6. var det den sindssyge konge Christian den 7. der regerede landet og ikke havde interesse for politiske spørgsmål.
Men selv om man fejrede Frederik den 6., opstod de første demokratiske tanker, som kom fra Johann Gottfried Herder, der i Tyskland grundlagde den moderne nationale ideologi: ”De enkelte folkeslag med samme historie, sprog, kultur og levevis som udtryk for en fælles folkeånd kunne udfolde sig friest, hvis de fik hver deres stat, og i den opnåede selvbestemmelse over deres egne anliggender.
Herders ideer skulle skabe harmoni. I praksis skabte de dog ofte dybe og blodige konflikter.

## Wienerkongressen
Wienerkongressen var en kongres i Wien 1814-1815, som skulle sikre freden i Europa og opdele Europa, fordi Napoleon Bonaparte havde ændret Europas landkort væsentligt.
Wienerkongressen blev ledet af den østrigske udenrigsminister fyrst Metternich, og over 200 repræsentanter deltog i Wienerkongressen. Men det var ikke kun store stater, som deltog i kongressen, men også herrer, baroner eller byer som repræsenterede de forskellige småstater. Men den førende rolle spilledede de fem stormagter Storbritannien, Rusland, Østrig Preussen, Kirkestaten og Frankrig. Også Frederik den 6. var på Wienerkongressen, da han ville forsvare Danmark mod Sverige. Men ikke alene derfor kom Danmark til Wienerkongressen: Danmark havde interesserer i Lauenburg, som ligger sydøst for Slesvig – Holsten, (ca. 40 kilometer sydøst fra Hamborg), som Sverige, Preussen og Hannover(-England).
Hannover var sammen med England og gav Preussen et tilbud: Hannover ville afgive Ostfriesland mod at få Lauenburg. Men For Preussen var Svensk-Forpommern meget vigtigere. På grund af det besluttede Preussen, at Danmark skulle få Lauenburg samt 2 millioner, da Lauenburg var mindre værd end Svensk-Forpommern. Men uanset om Danmark fik Lauenburg, var Frederik den 6. meget skuffet over at han ikke fik større udbytte. Men han reddede Danmark fra tilintetgørelse. Man kan sige, at Wienerkongressen var et godt resultat for alle deltagere. Selv om stormagterne havde overhånden kunne lande som Danmark håndhæve deres vilje og det for det meste med succes.

## Slesvig-Holsten og forfatningsspørgsmålet (1815-1830)
Den slesvig-holstenske tankes fødsel opstod med Friedrich Christof Dahlmanns (prof. i historie) udsagn: at et forenet Tyskland også burde omfatte Slesvig og Holsten. Slesvig og Holstens århundredgamle forbindelse gjorde, at Dahlmann syntes, at området skulle tilhøre Tyskland. Det begrundede han med en brev af den danske kong Christian den første fra 1460. I det står der, at de to lande skal forblive evigt udelte sammen.
Alligevel anså flertallet af borgerne fra Slesvig og Holsten sig hverken rigtigt som tyskere eller danskere, men som regionale Slesvig-holstenere.

## Friedrich Christof Dahlmann 1785-1860
I 1816 nedsatte Frederik den 6. en forfatningskommission for Holsten, og ikke for Slesvig. Det førte til, at slesvigerne også ville have en forfatning. Omkring årsskiftets ende sendte borgerne så en petition til kongen med fælles ønske om at Slesvig skulle få en forfatning. Det så man som et middel til at afhjælpe krisen. Men den slesvigske petition blev afvist og forfatningssagen gik i stå for slesvigerne. Og i året 1819 henlagde kongen også den holstenske forfatningskommissions forslag. Faktisk kunne kongen gøre hvad han ville, hvad der også viste sig, da han indskrænkede trykkefriheden i 1820.
I 1823 nedsatte han forfatningskravet for Slesvig. Det var et nederlag for Dahlmann, der kæmpede for denne sag for slesvig-holstenerne. Til gengæld blev han universitetslærer i Kiel. Det skete, at under ”Waterloo” talen af Dahlmann grinede de studerende, da han fortalte om broderskabet mellem slesvigerne og holstenerne, og i stedet for den preussisk engelske sejr over Napoleon (ved Waterloo) fejrede de hellere den danske helstatshærs sejr over Bernadottes svensk-tysk-russiske tropper i slaget ved Sehested i 1813.
Men ligesom Dahlmann var de fleste universitetslærer tyskfødte, og for Tyskland i Slesvig-Holsten sagen. Det påvirkede mange studenter, og allerede i 1817 deltog mange i en tysk national fest på Wartburg og blev tilhængere af den tyske enhedsbevægelse. Studenterne klædte sig i ”gammeltyske” dragter og var med i ”burschenschaftbevægelsen” for demokrati og tysk enhed for at vise deres tilknytning til Tyskland. I Slesvig var den herskende politiske strømning stadig helstatspatriotismen (pro Danmark), selvom Frederik den 6. afviste forfatningspetitionerne.

## Freden i Kiel
Danmark prøvede at bevare sin neutralitet i Napoleonskrigene (1792 til 1814) men den engelske flåde var en trussel og satte Danmark under pres.
Den danske konge var nødt til at lave en kontrakt sammen med Sverige, Preussen og Rusland den 16. december 1800, der skulle beskytte Danmark mod den engelske flåde. Et år senere led Danmark i slaget på reden store tab. På grund af det var Danmark tvunget til at gå ind i en alliance med Frankrig hvorefter Danmark befandt sig officielt i krig mod England og Sverige men også Preussen og Rusland. Sveriges mål var det at adskille Norge fra Danmark, så det kunne blive en del af Sverige.
På grund af det marcherede den svenske hær, den 1. december 1813, ind i Holsten og besatte Kiel, der var en del af Danmark. De danske tropper kunne ikke forsvare byen og trak sig tilbage. Nu kunne den svensk konge bruge byen som base hvorfra han kunne føre krigen mod Danmark videre. (Tiden kaldes kosakvinteren, pga. at den svensk konge havde en stærk hær af kosakker.)
Den 9. januar 1814 måtte Danmark kapitulere. Samme år kapitulerede Frankrig.
Den 14. januar 1814 undertegnedes Freden i Kiel mellem Sverige, Storbritannien og Danmark. Fredsslutningen indebar at Danmark skulle afstå Norge til den Svensk konge. Grønland, Island og Færøerne tilhørte stadig Danmark, sammen med kolonien Dansk Vestindien.